# Concepción del Sur
Concepción del Sur es un municipio del departamento de Santa Bárbara en la República de Honduras.

## Límites
| Orientación | Límite                                              |
| ----------- | --------------------------------------------------- |
| Norte       | Municipio de Santa Bárbara, Santa Bárbara           |
| Sur         | Municipio de San Francisco de Ojuera, Santa Bárbara |
| Este        | Municipio de San Pedro Zacapa, Santa Bárbara        |
| Oeste       | Municipio de Ceguaca, Santa Bárbara                 |

## División Política
Aldeas: 5 (2013)
Caseríos: 37 (2013)
| Código | Aldeas             |
| ------ | ------------------ |
| 160801 | Concepción del Sur |
| 160802 | El Aguaje          |
| 160803 | El Playón          |
| 160804 | La Vueltoza        |
| 160805 | Nueva Esperanza    |
|        | EL Pinabete        |
|        | Ojo de Agüita      |